# Pingvinresan
Pingvinresan (franska: La Marche de l'empereur), är en dokumentärfilm av Luc Jacquet från 2005. Den tilldelades 2006 en Oscar för bästa dokumentär. Filmen dokumenterar kejsarpingvinens årliga vandring till sin häckningsplats på Antarktis inland. Soundtracket till filmen utgavs den 13 januari 2005 med titeln La Marche de l'Empereur och är komponerat av den franska artisten Émilie Simon.

## Handling
Kejsarpingvinerna bor i kolonier på Antarktis. Mitt i flocken kämpar varje par pingviner mot extrema förhållanden för att överleva och skydda sina ungar från de många hinder och faror som väntar dem. Varje år är en cykel där endast en liten pingvin föds per par, varav många inte når vuxen ålder eller till och med har chansen att kläckas. Förutom extrem kyla, vind och stormar möter de rovdjur som jättestormfåglar och sjöleoparder. Föräldrarna turas om att skydda ägget och att fiska vid kusten. De går sedan kilometer för att dra nytta av dessa två territorier då pingvinen, som är mycket bekvämare i vatten, inte kan flyga och rör sig svårt på land.

## Om filmen
Den ursprungliga versionen berättas ur ett förstapersons perspektiv, från ett par pingviners och deras barns perspektiv, och berättar om deras liv i den hårdaste och mest isolerade delen av världen. Internationella versioner har inte alltid återanvänt den idén, såsom den amerikanska och svenska versionen som bara har en enda röst istället och berättas från ett tredjepersonsperspektiv. Den amerikanska distributionen ersatte också det ursprungliga soundtracket, skapat av Émilie Simon, med en annan komposition av Alex Wurman.

## Rollista
| Romane Bohringer, en av röstskådespelarna i den franska originalversionen |  | Gösta Ekman, röstskådespelaren i den svenska versionen |
| Romane Bohringer, en av röstskådespelarna i den franska originalversionen |  | Gösta Ekman, röstskådespelaren i den svenska versionen |

### Fransk originalversion
- Romane Bohringer – pappapingvin
- Charles Berling – mammapingvin
- Jules Sitruk – barnpingvin

### Svensk version
- Gösta Ekman – alla röster
- Peter Dalle – kommentarförfattare

## Produktion
Regissören och filmteamet tillbringade mer än 13 månader på forskningsstationen Dumont d'Urville, där Institut polaire français Paul-Émile Victor baseras. Även om pingvinernas mötesplats, en av fyra i Antarktis, var känd för att vara nära forskningsstationen, är dagen den inträffar inte känd, så de var tvungna att vara redo varje dag. Lyckligtvis var ansamlingen det året enorm – fler än 1 200 pingviner, jämfört med det vanliga några hundra.
För att kamerorna skulle fungera vid −40° var de tvungna att använda film och ladda hela filmen för dagen, eftersom det var omöjligt att ladda om utanför. På grund av isoleringen från alla filmstudior var det nödvändigt att komma ihåg varje tagning för att säkerställa kontinuiteten och för att se till att alla nödvändiga sekvenser var färdiga.
Den största utmaningen med att göra dokumentären var vädret, med temperaturer mellan −50 och −60° C. I gryningen skulle filmteamet tillbringa en halvtimme med att ta på sig sex lager kläder, och vissa dagar kunde de inte tillbringa mer än tre timmar utomhus. De arbetade i vindbyar upp till 20 meter i sekunden, "vilket på vissa sätt är värre än de låga temperaturerna" enligt regissör Jaquet.
DVD-versionen innehåller även en 54 minuter lång film med namnet Of Penguins and Men gjord av Laurent Chalet och Jérôme Mason, som handlar om inspelningen av Pingvinresan.